# Whamageddon
A Whamageddon egy túlélőjáték, melyet decemberben játszanak karácsonyig. A játékosoknak december 1. és 24. között el kell kerülniük a Wham! Last Christmas című klasszikusát. Ha a játékos mégis meghallja a dalt ebben az időszakban, kiesik és a #Whamageddon hashtaget kell kitennie a közösségi médiában. A kifejezés az együttes nevéből és az armageddon (világvége) angol szó összevonásából keletkezett.
A játék alternatív változata a Wham!Hunters (Wham!Vadászok), ahol kifejezetten az a cél, hogy minél többször hallja a játékos a dalt természetes módon (például plázákban, rádióban), és minden alkalommal gyűjt egy pontot.

## Szabályok
Szabályok a  Whamageddon weboldaláról:
- A cél elkerülni a Wham! Last Christmas című dalának meghallgatását.
- A játék december 1-jén kezdődik és december 24-ig tart.
- Csak az eredeti dalra vonatkozik a játék, a remixek és feldolgozások nem számítanak.
- Amint a játékos meghallja az eredeti dalt, kiesett.
- A játékos kiteszi a #Whamageddon hashtaget a közösségimédia-oldalán, amint veszített.
- A vesztes játékos a Whamhallába kerül, ahonnan következő év december 1-ig nem kerülhet ki, mikor is a játék újrakezdődik.

## Fordítás
Ez a szócikk részben vagy egészben  a   Whamageddon című angol Wikipédia-szócikk fordításán alapul.  Az eredeti cikk szerkesztőit annak laptörténete sorolja fel. Ez a jelzés csupán a megfogalmazás eredetét és a szerzői jogokat jelzi, nem szolgál a cikkben szereplő információk forrásmegjelöléseként.